# Ferdinand Stümer
Ferdinand Stümer (* 7. März 1922 in Rickelshof; † 23. Juni 2010) war ein deutscher Gewerkschafter und Politiker (SPD).

## Leben und Beruf
Nach dem Besuch der Volksschule absolvierte Ferdinand Stümer von 1937 bis 1939 eine Zimmererlehre und arbeitete anschließend in diesem Beruf. Am 24. Mai 1940 beantragte er die Aufnahme in die NSDAP und wurde zum 1. September desselben Jahres aufgenommen (Mitgliedsnummer 7.843.262). Von 1940 bis 1945 nahm er als Soldat am Zweiten Weltkrieg teil. Nach dem Kriegsende engagierte er sich in der Gewerkschaft, war von 1947 bis 1960 als Jugendsekretär bei der IG Bergbau beschäftigt und wurde 1952 Leiter der Geschäftsstelle in Lingen. Von 1960 bis 1965 war er geschäftsführendes Vorstandsmitglied des DGB-Landesbezirkes Rheinland-Pfalz und von 1965 bis 1983 Fachreferent im Bundesvorstand der IG Bau-Steine-Erden.

## Partei
Stümer trat 1946 in die SPD ein und wurde 1951 zum Vorsitzenden des SPD-Kreisverbandes Lingen gewählt.

## Abgeordneter
Ferdinand Stümer gehörte dem Deutschen Bundestag vom 30. März 1954, als er für den verstorbenen Abgeordneten Ernst Winter nachrückte, bis 1957 an. Er war über die Landesliste Niedersachsen ins Parlament eingezogen. Von 1956 bis 1961 hatte er Mandate in der Kommunalpolitik.